# Psilochorus topanga
Psilochorus topanga là một loài nhện trong họ Pholcidae. Loài này được phát hiện ở Hoa Kỳ.